# Lotus Europa
 (octobre 2019).
Si vous disposez d'ouvrages ou d'articles de référence ou si vous connaissez des sites web de qualité traitant du thème abordé ici, merci de compléter l'article en donnant les références utiles à sa vérifiabilité et en les liant à la section « Notes et références ».
Pour les articles homonymes, voir Europa.
Pour le modèle des années 2000, voir Lotus Europa (2006).
La Lotus Europe (ultérieurement « Europa ») est une automobile du constructeur britannique Lotus. C'est une voiture de sport 2-places, le premier modèle à moteur central de la marque destiné a une utilisation routière. Présentée le 20 décembre 1966, la série 1 type 46 évolua à plusieurs reprises tant sur l'aspect mécanique qu'esthétique jusqu'au modèle le plus abouti, le Type 74. Sa production s’arrêta en 1975 pour laisser place à la Lotus Esprit qui s’appuiera sur le même châssis.
Elle fut en concurrence directe avec l'Alpine A110, elle aussi équipée du même moteur, de la même boite, et appliquant la même philosophie de conception (simple et léger).

## Genèse
À l'origine le modèle qui allait devenir l'Europe fut conçu pour répondre à la recherche par Ford, dès 1963, d'un projet de sport-prototype « clé en mains » qu'il comptait aligner pour renverser la suprématie de Ferrari en compétition sur le continent Européen, avec évidemment des visées de marketing et de commerce. Les trois constructeurs en lice furent donc Lola, Cooper et Lotus. 
Lotus comptait sur ses relations déjà existantes avec le constructeur américain, les Lotus de l'époque étant propulsées par des blocs Ford modifiés, ainsi que  les très belles performances en compétition notamment en Formule 1, où Lotus est un acteur majeur pour obtenir le contrat. 
Mais le choix de Ford se porta sur Lola et sa GT Mk VI, conçue par Eric Broadley et déjà motorisé par un V8 Ford et dessinée par John Frayling, d'une part parce que le modèle roulait déjà, alors que le projet Lotus à moteur central n'existait que sur plans, mais aussi, dit-on, parce que Chapman exigeait que le nom de l'auto fût Lotus-Ford et non Ford.

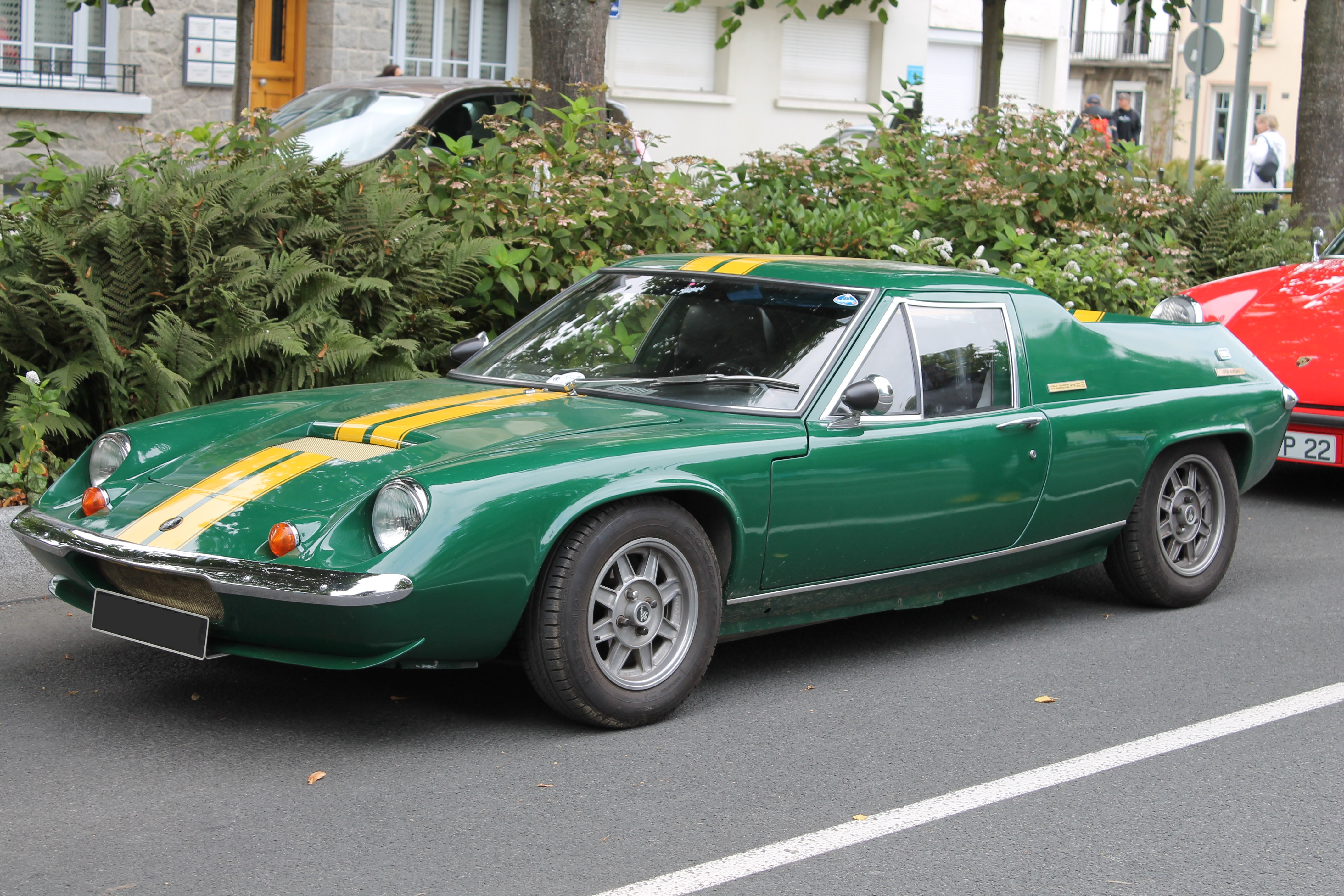
Une Europa aux couleurs de la marque.

## Série 1 Type 46
Le projet avec Ford étant abandonné, il fut alors reconverti dans la lignée des précédents modèles Lotus Elite et Elan, en voiture de sport économique mais performante utilisant des solutions innovantes. Colin Chapman chercha alors un moteur léger et économique pour cette nouvelle petite sportive. Son choix se porta sur le moteur Cléon-Alu et sa boîte montée à l'origine sur la Renault 16 TL. Après être passé par les soins de l'équipe Lotus, sa puissance passa de 52    à 82 chevaux. La structure est de type poutre centrale en acier en « Y » comme pour l’Elan, mais inversée à cause de la position du moteur. L'arbre de transmission sert également de bras de suspension supérieur.   
Les sièges sont directement moulés dans la carrosserie. Le pilote peut régler le positionnement du pédalier et du volant mais à l'aide d'outils. 
Grâce à tous ces choix audacieux, elle ne pèse que 610kg. Cela permet, malgré une puissance très moyenne, des performances intéressantes.   
L'Europe a ensuite évolué en une Série 1A qui comporte quelques modifications (vitres démontables avec déflecteurs fixe, tableau de bord bois, notamment), puis 1B (nouveaux feux et jupe arrière).
Sa carrosserie en fibre de verre incorpore le châssis. La coque participe donc à la rigidité mais ceci rend les réparations extrêmement compliquées en cas d'accident. Les coûts de remise en état d'un tel châssis faisant corps avec la carrosserie sont jugés comme prohibitifs par les assureurs. Ajouté aux aspects pratiques particulièrement spartiates, cela accélèrera l'arrivée d'une série 2. 
Grâce à une suspension directement dérivée des modèles Lotus de compétition, des masses très bien équilibrées (grâce au moteur central) et un centre de gravité extrêmement bas, le comportement routier est exceptionnel pour l'époque. Et malgré une puissance modeste, elle surprend par ses performances.  
Le modèle dérivé pour la course (Type 47) s'adjugea d'ailleurs les deux premières places lors de sa première sortie en compétition à Brands Hatch.  
L'audace des solutions retenues - notamment moteur central, vitres et sièges fixes, carénage inférieur intégral du châssis - fit date dans l'histoire des GT de route. 
Le dessin de l'Europe, dû à John Frayling et Colin Chapman, est très original tout en étant proche des prototypes de l'époque, conférant à l'auto une allure de modèle de course, avec sa très faible hauteur et son profilage exceptionnel (Cx 0.29).

## Série 2 Type 54 et Type 65

### Version Européenne Type 54
À la suite des remarques de ses clients, Colin Chapman comprend qu'ils attendent plus de cette voiture que d'une simple Lotus Seven avec un toit. La Série 2 est lancée en Avril 1968 et corrige la grande majorité des défauts de jeunesse du type 46. La plus importante évolution est incontestablement la caisse qui devient séparable du châssis, ce qui rend les réparations possibles. Elle reçoit également des vitres électriques, des sièges sur glissières, une meilleure finition dans son ensemble ainsi qu'un nouveau tableau de bord en bois. Elle conserve les mêmes moteur et boîte que la série 1. Ces évolutions, bien que très appréciées, augment le poids qui s'élève désormais à 710 kg. Production artisanale oblige, il est très difficile de distinguer les derniers modèles de la série 1 et les premiers modèles de série 2. 

### Version Fédérale Type 65

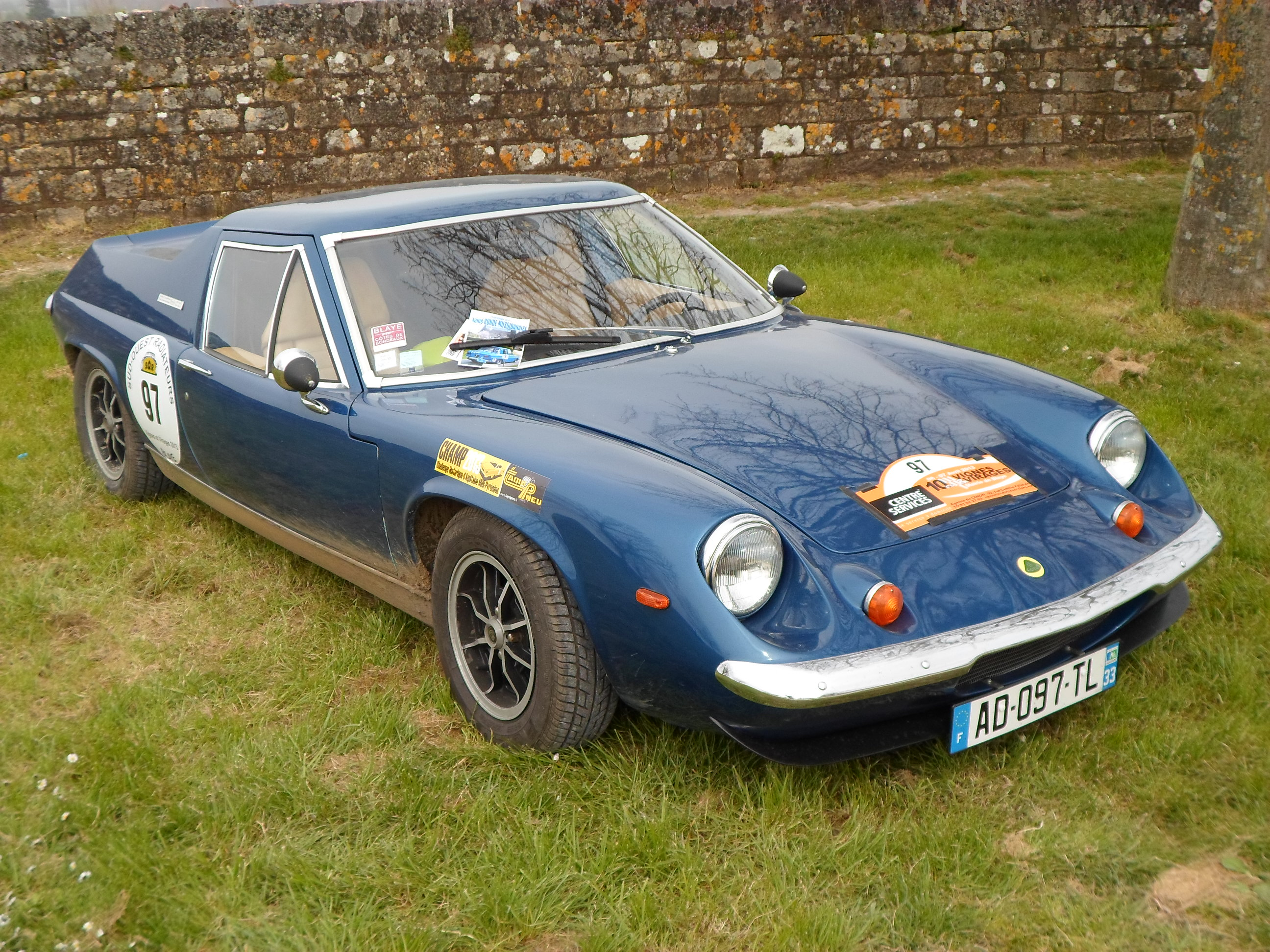
Lotus Europa Special Type 74.

La réglementation américaine concernant les émissions de pollutions ainsi que la hauteur minimum des feux étant beaucoup plus stricte, une version spécifiquement dédiée à cet important marché a été développée. C'est ainsi que les suspensions avant sont modifiées afin que les feux atteignent la hauteur réglementaire. Un système de dépollution est également installé mais, afin de compenser son impact, le moteur est remplacé par celui de la R16 TS et sa plus grosse cylindrée de 1 565 cm3. Malgré cette augmentation, la puissance reste identique. 
Avec plus de 3 600 modèles produits, la Série 2 (type 54 et 65) est la version de l'Europe la plus produite.

## Série 3 Type 74 Twin Cam et Special

### Twin Cam

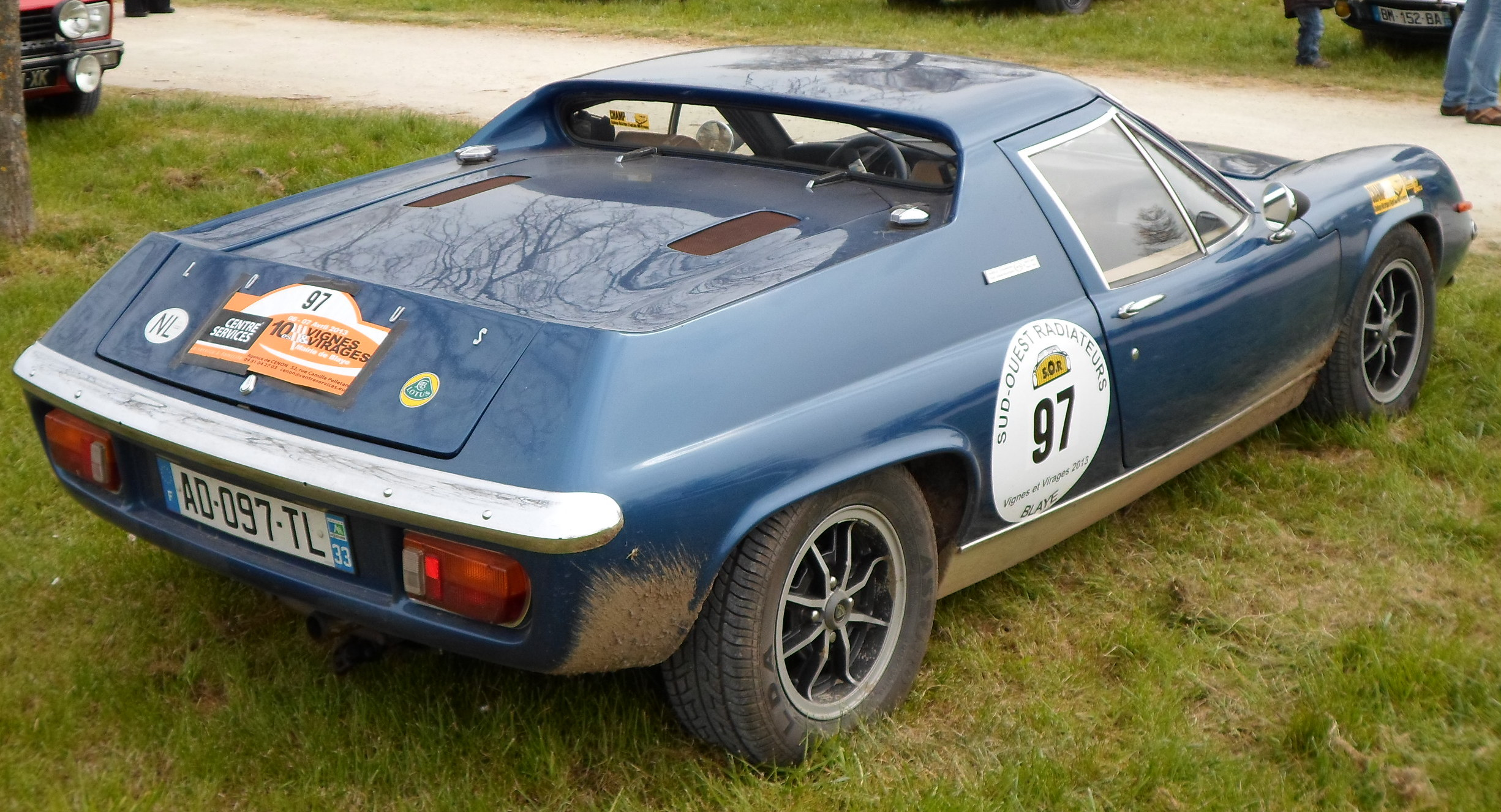
Lotus Europa Special Type 74.

Au vu des performances, Jean Rédélé voit comme une dangereuse rivale à son Alpine A110 cette sportive d'outre manche. Il pèse alors de toute son influence pour faire cesser ce partenariat Renault-Lotus, qui fournit à un concurrent le même moteur que celui de la berlinette. Les relations Ford-Lotus de l'autre côté se réchauffent. Il est alors décidé de greffer le célèbre moteur Lotus-Ford TwinCam déjà présent sur la Lotus Elan Sprint.
En 1971 est donc introduite une version profondément revue appelée la Twin Cam, du nom de son nouveau moteur. 
Sous des apparences similaires, cette version est profondément retravaillée. De nombreux essais ont été nécessaires à son développement et la campagne a duré presque une année complète (10 mois et demi). Elle garde comme la Série 2 la caisse séparable du châssis. Elle s'améliore cependant sur de nombreux aspects. Le châssis est plus rigide et a un meilleur comportement. Les freins sont plus gros. L’habitabilité est améliorée avec (un peu) plus de place pour ses occupants.
Avec l'arrivée du moteur Lotus-Ford Twin Cam, la puissance fait un net bond en avant et les performances aussi. La vitesse maximale étant maintenant très proche des 200 km/h, un petit becquet fait son apparition à l'avant de la voiture afin d'améliorer la stabilité à haute vitesse et ainsi éviter le flou dans la direction. Une découpe est également effectuée dans la partie arrière de la carrosserie afin d'améliorer la vision 3/4 arrière. Sans être une révolution, c'est une amélioration à tous points de vue.

### Spécial
Devant les victoires du team Lotus en formule 1, Colin Chapman veut capitaliser ces succès commercialement. Afin de célébrer son  5ème titre mondial, il est décidé que le prochain modèle sera une édition limitée aux couleurs du sponsor principal, le cigarettier John Player Special.
C'est en septembre 1972 qu’apparaît l'ultime version de cette voiture, la "Special". Peu de choses évoluent puisque les seuls changements seront l'arrivée de la version "big valve" du moteur Twin cam, poussant la puissance à 126 chevaux, et la très appréciée boite 5 rapports (toujours d'origine Renault) en option.

## Version de compétition

### Type 47
La version compétition de la Lotus Europe Type 46 est la Lotus Type 47. Celle-ci a été présentée quasiment simultanément à la 46. Cette version est équipée d'un moteur  Lotus-Ford Twin Cam Cosworth, avec une puissance d'environ 165 ch. Elle reçoit certaines modifications : suspension proche de celle de la formule 2 Type 41, freinage amélioré avec disques à l'avant et à l'arrière. La boite de vitesses quant à elle est une Hewland FT 200 à 5 rapports. Cette voiture ne tarde pas à gagner puisque, dès le  British Eagle Trophy, le 26 décembre 1966, sur le circuit de Brands Hatch en Angleterre les deux Lotus 47 engagées réalisent un doublé, avec John Miles remportant la victoire et Jackie Oliver en deuxième position. Oliver perd cependant la deuxième place car il reçoit une pénalité pour avoir été poussé au départ. 
Une version ultime sera équipée d'un V8 3,5l Rover rappelant les origines du projet.
Le nombre exact de Lotus 47 est inconnu mais l'on estime qu'il en a été produites autour de 80.

### Type 62
La Type 62 est une voiture de course sur base de châssis F1, et équipée des premières versions du nouveau moteur Lotus 2 litres qui deviendra le Type 907. 
Elle est plus proche d'une silhouette que d'une vraie version de l'Europa. 
Elle ne sera produite qu'à 2 exemplaires au cours de l'année 1969. 
La jeunesse du projet ne lui a pas permis d'avoir un d'avoir beaucoup de succès en compétition, notamment à cause des problèmes de fiabilité de ce nouveau moteur. 
Son plus grand succès sera une troisième place au Tourist Trophy de Oulton Park en 1969. 

## Version « Spéciale »
L'importateur suisse Lotus a réalisé deux versions spéciales du S2, équipées du moteur Renault 16 TS type 807, la « Europa Hemi 807 » et la « Europa Black Shadow 807 » à injection. Le Hemi 807 avait 105 PS (77 kW) SAE et pouvait atteindre une vitesse de 200 km/h, tandis que le Black Shadow avait une puissance de 137 PS (101 kW) SAE. La Black Shadow a également reçu une boîte de vitesses à cinq vitesses. Ces voitures avaient une voie plus large, des roues et des autocollants spéciaux, des voyants blancs à l'avant et des évents d'extraction en haut sur le panneau latéral derrière la porte arrière. Le système d'injection de carburant était de Kugelfischer.
En 1972, une société basée à Bristol, GS Cars, a produit une variante de la Lotus Europa. Cette version est basée sur la Lotus Europa Twin Cam standard, mais a une nouvelle carrosserie qui ressemble à la Maserati Merak. La GS Lotus Europa était limitée à 17 unités. Cependant, seuls 5 sont connus pour exister encore.
Chip Foose, le célèbre pionnier de l’automobile aux États-Unis, a également modifié et restauré une Lotus Europa pour l’épisode 6 de la saison 11 de sa populaire émission « Overhaulin' ». C’était l’une des constructions les plus longues et les plus compliquées du salon, où un tout nouveau moteur quatre cylindres de 1,8 litre provenant d’une Elise a été installé dans la voiture, tandis que la puissance est gérée par une transmission de Porsche Boxster. L'avant de la voiture a été raccourci de 10 cm. Les pare-chocs ont également été rentrés dans le style caractéristique de Chip Foose.